# Jean-Marc Ithier
Jean-Marc Ithier (ur. 15 lipca 1965 w Rodrigues) – maurytyjski piłkarz występujący na pozycji napastnika. Trener piłkarski.

## Kariera klubowa
Ithier karierę rozpoczynał w maurytyjskim zespole Police Port Louis. W 1988 roku przeszedł do Sunrise Flacq United SC. Jego barwy reprezentował przez 11 lat, jednak w tym czasie nie odniósł z nim sukcesów. W 1999 roku przeszedł do południowoafrykańskiego Santosu z Premier Soccer League. W 2002 roku zdobył z nim mistrzostwo RPA, a w 2003 roku Puchar RPA. Przez sześć lat gry dla Santosu, zagrał tam w 196 meczach. Strzelił także 69 goli, co pozostaje klubowym rekordem. W 2005 roku zakończył karierę. Następnie, w latach 2007-2008 był trenerem tego klubu.

## Kariera reprezentacyjna
W reprezentacji Mauritiusa Ithier grał w latach 1993-2003.